# Uittrekselsite
Een uittrekselsite is een website waarop uittreksels van romans of studieboeken te vinden zijn. Sinds de intrede van het internet heeft de uittrekselsite het traditionele uittrekselboek, te vinden in bibliotheken, grotendeels verdrongen als bron van uittreksels van romans voor scholieren. 

## Belangrijkste uittrekselsites
Op alfabetische volgorde:
- Collegenet.nl, met name boekverslagen voor het voortgezet onderwijs.
- Leerlingen.com, met name boekverslagen voor het voortgezet onderwijs.
- Samenvattingen.com, een zoekmachine die de databases van verschillende uittrekselsites doorzoekt.
- Scholieren.com, met name boekverslagen voor het voortgezet onderwijs.
- Studentsonly.nl, voornamelijk uittreksels van studieboeken, tegen betaling te downloaden.
- StuDocu, een platform dat studenten faciliteert in het onderling delen van voornamelijk samenvattingen en college-aantekeningen.